# Angukdong Byeolgung
Der Angukdong Byeolgung (koreanisch 안국동별궁, Hanja 安洞別宮; Kurzform: Andong Byeolgung, Hangeul 안동별궁) ist der einzige erhaltene Nebenpalast der Joseon-Dynastie in Seoul. Er wurde 1880 von Gojong für die Eheschließung seines Sohnes Sunjong mit Sunmyeong errichtet. Die noch vor Ort bestehende Reinigungshalle und Mauern sind heute Teil des Seoul Museum of Craft Art. Die anderen Gebäude des Palastes wurden im 20. Jahrhundert abgebaut und stehen heute in Buyeo-gun und Uidong.

## Geschichte

### Vorherige Nutzung des Geländes
Für das Gelände ist erstmals 1446 unter Sejong eine Bebauung schriftlich überliefert. Zu dieser Zeit wurde hier eine Residenz für dessen Sohn Prinz Yeongeun errichtet. Sejong selbst starb in diesem Palast und wurde dort auch bestattet. Die Inthronisation seines Nachfolgers, König Munjong, fand ebenfalls in dieser Residenz statt.
Ab 1471 wurde der Palast offizielle Residenz von Prinz Wolsan, unter dem er den Namen Yeongyeong-Palast trug. Bis zum 19. Jahrhundert wurde das Gelände aufgrund der günstigen Lage innerhalb der Hauptstadt immer wieder als offizielle Residenz verschiedener Mitglieder des Königshauses genutzt. Das Grundstück gehört heute zum Stadtteil Jongno und liegt im historischen Zentrum der Stadt.

### Neubau unter Gojong
Von 1879 bis 1880 ließ Gojong von Korea den Angukdong Byeolgung, wörtlich: Nebenpalast im Andong-Viertel, als Ort für königliche Hochzeiten errichten. Als Nebenpalast oder Byeolgung konnten verschiedene Residenzen benannt werden, die für die Hochzeitszeremonien der Kronprinzen vorgesehen waren. Der Angukdong Byeolgung ist der einzige noch erhaltene Palast, der nur als Nebenpalast fungierte.
1882 fand hier die Ehezeremonie von Sunjong mit seiner ersten Frau Kaiserin Sunmyeong statt, 1907 heiratete er im gleichen Palast auch seine zweite Frau Kaiserin Suncheong. Diese Ereignisse wurden in den königlichen Annalen (Uigwe) festgehalten. Bis 1910 diente der Palast dann als Residenz für den Hofstaat Koreas. Hier lebten zeitweise bis zu 70 Hofdamen.

### Spätere Nutzung
Unter japanischer Herrschaft wurde der Palast 1936 an Privatpersonen verkauft und der Gebäudekomplex im Laufe der Zeit größtenteils abgebaut. Die Gebäude wurden an anderen Orten wieder aufgebaut und weiter genutzt.
Nach Verkauf des Grundstücks blieben vom Palast vor Ort bis zum Ende des 20. Jahrhunderts nur eine Reinigungshalle und eine Mauer erhalten. Wesentliche Teile des Palastes wurden 1965 in den Hanyang Country Club von Goyang gebracht und dort auf dem Golfplatz wieder aufgebaut. 2006 wurden die zwei Gebäude mithilfe der Gebäudenamen identifiziert und 2007 der Kulturerbeverwaltung gestiftet. Seit 2009 stehen diese Gebäude in Buyeo-gun und dienen der Kulturvermittlung. Das dritte identifizierbare Gebäude befindet sich in Privatbesitz und steht heute in Uidong.
Ab 1944 befand sich auf dem Grundstück des ehemaligen Palastes etwa 70 Jahre lang die Pungmoon Girls’ Highschool, die die Reinigungshalle des Palastes als Klassenzimmer für Etiketteunterricht nutzte. In den 1950er Jahren lebte Yi Kang, Thronprätendent der Familie Yi, zeitweise in den noch nicht abgebauten Gebäuden des Palastes. Nachdem die Schule 2017 umzog, wurde das gesamte Gelände an die Stadt Seoul verkauft. Heute befindet sich dort das Seoul Museum of Craft Art, das unter städtischer Trägerschaft steht. Das Museum inkorporiert die noch erhaltenen Gebäude.

## Anlage

### Gebäudekomplexe
Der Palast bestand aus drei größeren Gebäudekomplexen, die jeweils eigene Namen trugen: Gyeongyeondang, Hyeongwangru und Jeonghwadang. Da die Namen auch auf Bauteilen standen, konnten die andernorts erhaltenen Gebäude von der Forschung später identifiziert werden. Die Bauart entspricht der anderer, traditioneller koreanischer Paläste. Die Gebäude selbst stehen dabei auf achteckigen Steinpfeilern und sind sonst im Wesentlichen aus Holz gefertigt. Die Bemalung umfasste unter anderem Drachen- und Phönixmuster.

### Vor Ort erhaltene Strukturen
Vor Ort sind noch die Fundamente der Gebäude, die Reinigungshalle des Palastes und eine Mauer erhalten. Der Palast verfügte über ein Entwässerungssystem, das bei Grabungen in situ gefunden wurde. Dieses leitete das von Osten auf das Gelände fließende Wasser nach Westen vom Palast weg.

## Forschung
Nach dem Abbau der Hauptgebäude des Palastes 1965 galt dieser als verschollen. Durch 2006 gesendete Fernsehberichten zum Angukdong Byeolgung und mithilfe schriftlicher Quellen gelang die Identifikation der in Goyang befindlichen Gebäude Gyeongyeondang und Hyeongwangru. Während Gyeongyeondan gut erhalten war, musste Hyeongwangru aufgrund von Wasserschäden umfassend restauriert werden.
Bei den Abrissarbeiten im Zuge der Umwandlung der Pungmoon Girls’ Highschool wurden auch archäologische Grabungen durchgeführt. Dabei wurden Grundmauern des Palastes gefunden, die freigelegt wurden und der Öffentlichkeit als Teil der Außenfläche des Seoul Museum of Craft Art zugänglich sind.
2019 begann ein Projekt, das die erhaltenen Gebäude mithilfe von Laserscans rekonstruiert und digital wieder zusammengefügt hat. Dieses Vorhaben ist Teil eines größeren Digitalisierungsprojekts am Seoul Museum of Craft Art.